# Margaret Drabble
Margaret Drabble (Sheffield, Yorkshire, Inglaterra,  5 de junho de 1939) é uma escritora britânica.